# そばかすの夢
そばかすの夢は、加藤一華のシングル。

## 収録曲
- 作詞・作曲：加藤一華
- 編曲：rionos
  1. そばかすの夢

## シングル
| 枚  | 発売日        | タイトル     | 規格品番、価格（税込）      |
| --- | ------------- | ------------ | --------------------------- |
| 1st | 2014年2月16日 | そばかすの夢 | (生誕限定盤:12cmCD) 1,000円 |

## 解説
テレビ番組の出演をきっかけに独自で作詞・作曲を行い、初の単独生誕祭でも披露した歌。
CDの生誕限定盤には小野紗也香伴奏版の「そばかすの夢」とラジオドラマ「ほっと一息＊いちかTime」が収録されている。
その後、自身のラジオ番組のテーマソングとして使用。